# Campeonato Martinicano de Futebol
O Martinique Championnat National é a primeira divisão do futebol da Martinica, um território ultramarino pertencente à França, o campeonato reúne catorze equipes criado em 1919, o campeonato dá vagas para o Caribbean Club Shield, além de poderem disputar a Coupe de France, pois como Martinica integra o estado francês pode assim participar normalmente da copa. Os quatro últimos colocados são relegados para a segunda divisão, conhecida como Martinique Promotion d'Honneur.
Os três clubes mais bem sucedidos da Martinica são o Colonial Club de Fort-de-France, 19 vezes campeão, o Etoile de Fort-de-France, com 16 títulos e Franciscan Club, com 14 títulos.
Existem vários níveis de divisões inferiores, de acordo com a primeira divisão de honra é a honra de Promoção Regional com quatorze equipes e de Promoção de honra também com quatorze equipes e, finalmente, a primeira divisão divididos em 2 grupos denominados A e B , dez e onze equipes. Ela tem 60 clubes filiados à Liga de Futebol Martinica e distribuídos em essas divisões. Oito deles são de Fort de France, incluindo o Dean, o Clube Colonial fundada em 1906. A única cidade na Martinica que não tem clubes filiados de futebol no campeonato é a de Fonds-Saint-Denis.

## Estádios
O Estádio Municipal de Pierre Aliker Fort de France, anteriormente Dillon Stadium é o maior estádio da Martinica, com 18 000 lugares. Tem um sistema de iluminação eficiente para eventos noturnos. O Stade Georges Gratiant, com 10 000 lugares, iluminação noturna, o Stade Louis Achille, Fort de France com 9300 assentos, iluminação noturna e o Stade Alfred Marie-Jeanne, Rio Motorista, 1 500 lugares, iluminação noturna

## Martinique Championnat National - 2014/15
- Aiglon du Lamentin (Le Lamentin)
- ASC du Réal de Tartane (Newly promoted)
- Club Colonial (Fort-de-France)
- Club Franciscain (Le François)
- CS Bélimois (Le Lamentin)
- CS Case-Pilote (Newly promoted)
- Emulation (Schœlcher) (Newly promoted)
- Essor-Préchotain (Le Prêcheur)
- Golden Lion
- Golden Star (Fort-de-France)
- RC Rivière-Pilote
- Samaritaine (Ste.-Marie)
- US Marinoise (Le Marin)
- US Robert (Le Robert)

## Campeões
| Ano     | Equipe                          |
| ------- | ------------------------------- |
| 1919    | Intrepide de Fort-de-France     |
| 1920    | Club Colonial de Fort-de-France |
| 1921    | Club Colonial de Fort-de-France |
| 1922    | Club Colonial de Fort-de-France |
| 1923    | Club Colonial de Fort-de-France |
| 1924    | Club Colonial de Fort-de-France |
| 1925    | Intrépide de Fort-de-France     |
| 1926    | Club Colonial de Fort-de-France |
| 1927    | Golden Star de Fort-de-France   |
| 1928    | Golden Star de Fort-de-France   |
| 1929    | Golden Star de Fort-de-France   |
| 1930    | Club Colonial de Fort-de-France |
| 1931    | Club Colonial de Fort-de-France |
| 1932    | Stade Spiritain (Saint-Esprit)  |
| 1933    | Intrépide de Fort-de-France     |
| 1934    | Não houve campeonato            |
| 1935    | Club Colonial de Fort-de-France |
| 1936    | Golden Star de Fort-de-France   |
| 1937    | Golden Star de Fort-de-France   |
| 1938    | Club Colonial de Fort-de-France |
| 1939    | Golden Star de Fort-de-France   |
| 1940    | Club Colonial de Fort-de-France |
| 1941    | Club Colonial de Fort-de-France |
| 1942    | Club Colonial de Fort-de-France |
| 1943    | Club Colonial de Fort-de-France |
| 1944    | Gauloise de La Trinité          |
| 1945    | Good Luck de Fort-de-France     |
| 1946    | Aigle Sportif de Fort-de-France |
| 1947    | Aigle Sportif de Fort-de-France |
| 1948    | Golden Star de Fort-de-France   |
| 1949    | Club Colonial de Fort-de-France |
| 1950    | Gauloise de La Trinité          |
| 1951    | Gauloise de La Trinité          |
| 1952    | Golden Star de Fort-de-France   |
| 1953    | Golden Star de Fort-de-France   |
| 1954    | Golden Star de Fort-de-France   |
| 1955    | Gauloise de La Trinité          |
| 1956    | Golden Star de Fort-de-France   |
| 1957    | Good Luck de Fort-de-France     |
| 1958    | Golden Star de Fort-de-France   |
| 1959    | Golden Star de Fort-de-France   |
| 1960    | Stade Spiritain (Saint-Esprit)  |
| 1961    | Stade Spiritain (Saint-Esprit)  |
| 1962    | Golden Star de Fort-de-France   |
| 1963    | Assaut de Saint-Pierre          |
| 1964    | Club Colonial de Fort-de-France |
| 1965    | Club Colonial de Fort-de-France |
| 1966    | Assaut de Saint-Pierre          |
| 1967    | Assaut de Saint-Pierre          |
| 1968    | Assaut de Saint-Pierre          |
| 1969    | Éclair de Rivière Salée         |
| 1970    | Club Franciscain (Le François)  |
| 1971    | CS Vauclinois (Le Vauclin)      |
| 1972    | Club Colonial de Fort-de-France |
| 1973    | Assaut de Saint-Pierre          |
| 1974    | CS Vauclinois (Le Vauclin)      |
| 1975    | Samaritaine de Sainte-Marie     |
| 1976    | Golden Star de Fort-de-France   |
| 1977    | Renaissance de Sainte-Anne      |
| 1978    | Renaissance de Sainte-Anne      |
| 1979    | Renaissance de Sainte-Anne      |
| 1980    | Gauloise de La Trinité          |
| 1981    | Samaritaine de Sainte-Marie     |
| 1982    | Racing Club de Rivière-Pilote   |
| 1983    | Racing Club de Rivière-Pilote   |
| 1984    | Aiglon du Lamentin              |
| 1985    | Olympique du Marin              |
| 1986    | Golden Star de Fort-de-France   |
| 1987    | Excelsior de Fort de France     |
| 1987-88 | Excelsior de Fort de France     |
| 1988-89 | Excelsior de Fort de France     |
| 1989-90 | US Marinoise (Marin)            |
| 1990-91 | Aiglon du Lamentin              |
| 1991-92 | Aiglon du Lamentin              |
| 1992-93 | US Robert (Le Robert)           |
| 1993-94 | Club Franciscain (Le François)  |
| 1994-95 | US Marinoise (Marin)            |
| 1995-96 | Club Franciscain (Le François)  |
| 1996-97 | Club Franciscain (Le François)  |
| 1997-98 | Aiglon du Lamentin              |
| 1998-99 | Club Franciscain (Le François)  |
| 1999-00 | Club Franciscain (Le François)  |
| 2000-01 | Club Franciscain (Le François)  |
| 2001-02 | Club Franciscain (Le François)  |
| 2002-03 | Club Franciscain (Le François)  |
| 2003-04 | Club Franciscain (Le François)  |
| 2004-05 | Club Franciscain (Le François)  |
| 2005-06 | Club Franciscain (Le François)  |
| 2006-07 | Club Franciscain (Le François)  |
| 2007-08 | Racing Club de Rivière-Pilote   |
| 2008-09 | Club Franciscain (Le François)  |
| 2009-10 | Racing Club de Rivière-Pilote   |
| 2010-11 | Club Colonial de Fort-de-France |
| 2011-12 | Racing Club de Rivière-Pilote   |
| 2012-13 | Club Franciscain (Le François)  |
| 2013-14 | Club Franciscain (Le François)  |
| 2014-15 | Golden Lion FC                  |
| 2015-16 | Golden Lion FC                  |
| 2016-17 | Club Franciscain (Le François)  |
| 2017-18 | Club Franciscain (Le François)  |
| 2018-19 | Club Franciscain (Le François)  |
| 2019-20 | AS Samaritaine                  |
| 2020-21 | Golden Lion FC                  |
| 2021-22 | Golden Lion FC                  |
| 2022-23 | Golden Lion FC                  |

## Títulos por clube[1]
| Clube                           | Títulos | Anos |
| ------------------------------- | ------- | --- |
| Club Colonial de Fort-de-France | 19      | 1920, 1921, 1922, 1923, 1924, 1926, 1930, 1931, 1935, 1938, 1940, 1941, 1942, 1943, 1949, 1964, 1965, 1972 e 2010-11                                                     |
| Club Franciscain (Le François)  | 19      | 1970, 1993/94, 1995/96, 1996/97, 1998/99, 1999/00, 2000/01, 2001/02, 2002/03, 2003/04, 2004/05, 2005/06, 2006/07, 2008-09, 2012-13, 2013-14, 2016-17, 2017-18 e 2018-19. |
| Golden Star de Fort-de-France   | 16      | 1927, 1928, 1929, 1936, 1937, 1939, 1948, 1952, 1953, 1954, 1956, 1958, 1959, 1962, 1976 e 1986                                                                          |
| Racing Club de Rivière-Pilote   | 5       | 1982, 1983, 2007/08, 2009-10 e 2011/12 |
| Gauloise de La Trinité          | 5       | 1944, 1950, 1951, 1955 e 1980 |
| Assaut de Saint-Pierre          | 5       | 1944, 1950, 1951, 1955 e 1973 |
| Golden Lion FC                  | 5       | 2014-15, 2015-16, 2020–21, 2021–22 e 2022-23 |
| Aiglon du Lamentin              | 4       | 1984, 1990/91, 1991/92 e 1997/98 |
| Excelsior de Fort de France     | 3       | 1987, 1987/88 e 1988/89 |
| Renaissance de Sainte-Anne      | 3       | 1977, 1978 e 1979 |
| Stade Spiritain (Saint-Esprit)  | 3       | 1932, 1960 e 1961 |
| Intrépide de Fort-de-France     | 3       | 1919, 1925 e 1933 |
| Samaritaine de Sainte-Marie     | 3       | 1975, 1981 e 2019-20 |
| US Marinoise (Marin)            | 2       | 1989/90 e 1994/95 |
| CS Vauclinois (Le Vauclin)      | 2       | 1971 e 1974 |
| Good Luck de Fort-de-France     | 2       | 1945 e 1957 |
| Aigle Sportif de Fort-de-France | 2       | 1946 e 1947 |
| US Robert (Le Robert)           | 1       | 1992/93 |
| Olympique du Marin              | 1       | 1985 |
| Éclair de Rivière Salée         | 1       | 1969 |

## Goleadores
| Temporada | Jogador                      | Clube                        | Gols |
| 1991/92   | Eric Jean-Louis              | Aiglon du Lamentin           | 16   |
| 2005/06   | Patrick Louis                | Samaritaine                  | 25   |
| 2007/08   | Patrick Louis                | Samaritaine                  | 18   |
| 2008/09   | Patrick Louis Léonel Palméro | Samaritaine Club Franciscain | 19   |